# Go Ahead Eagles in het seizoen 2015/16
Het seizoen 2015/16 was het 113de jaar in het bestaan van de voetbalclub Go Ahead Eagles uit Deventer. De club kwam uit in de Nederlandse Eerste divisie, neemt deel aan de KNVB Beker en speelde kwalificatiewedstrijden voor Europa League.
Ondanks een doorlopend contract tot 30 juni 2016 stelde de clubleiding hoofdcoach Dennis Demmers op 1 februari 2016 op non-actief wegens tegenvallende prestaties. Dat gebeurde een dag na de 1-0 nederlaag bij Achilles '29, de negende van het seizoen 2015/16 van de degradant uit de eredivisie. Assistent-trainers Harry Decheiver en Michel Boerebach namen in afwachting van een opvolger de taken waar. Die opvolger werd uiteindelijk oud-doelman Hans de Koning.
Ondanks de degradatie kwam Go Ahead Eagles in het seizoen 2015/16 uit in de UEFA Europa League. De club plaatste zich hiervoor via het UEFA Fair Playklassement. Go Ahead Eagles speelde de thuiswedstrijd in het onderkomen van FC Emmen vanwege een geplande verbouwing van het eigen stadion in Deventer. De eerste wedstrijd speelde Go Ahead Eagles op 2 juli 2015 'thuis' tegen het Hongaarse Ferencvaros. In Emmen werd er voor ogen van ruim 6200 toeschouwers een verdienstelijk 1-1 gelijkspel behaald. Het eerste Europese doelpunt ooit van Go Ahead Eagles werd vlak voor rust gescoord door Bart Vriends. De return op 9 juli werd in Boedapest roemloos met 4-1 verloren. Deniz Türüç redde de eer door in blessuretijd te scoren. De wedstrijd in de Groupama Arena werd zonder publiek gespeeld, omdat Ferencvaros door de UEFA was gestraft voor wangedrag van haar supporters.
Go Ahead Eagles eindigde in het seizoen 2015/16 op de vijfde plaats in de Eerste divisie en verdiende daarmee een plaats in de play-offs voor promotie/degradatie. Hierin rekende ze eerst af met VVV-Venlo en versloeg de club vervolgens de nummer zeventien uit de Eredivisie van het voorgaande seizoen, De Graafschap. In het seizoen 2016/17 keert Go Ahead Eagles na een jaar afwezigheid terug in de eredivisie.

## Selectie 2015 – 2016
Bijgewerkt tot 20 mei 2016 23:00 uur

| Naam                  | Nationaliteit | Wed. | Doel. | Datum GAE-debuut  | Wedstrijd GAE-debuut                  | Vorige clubs                                 | Contract |
| --------------------- | ------------- | ---- | ----- | ----------------- | ------------------------------------- | -------------------------------------------- | -------- |
| Keepers               |               |      |       |                   |                                       |                                              |          |
| 1 Erik Cummins        | Nederland     | 20   | 1     | 10 augustus 2014  | Go Ahead Eagles – FC Groningen, 2-3   | FC Utrecht                                   | 2016     |
| 16 Maurits Schmitz    | Nederland     | 0    | 0     | –                 | –                                     | Ajax (amateurs)                              | 2016     |
| 22 Theo Zwarthoed     | Nederland     | 35   | 0     | 18 september 2015 | Go Ahead Eagles – Jong Ajax, 2-0      | FC Volendam                                  | 2017     |
| Verdedigers           |               |      |       |                   |                                       |                                              |          |
| 3 Bart Vriends        | Nederland     | 122  | 6     | 1 februari 2013   | FC Den Bosch – Go Ahead Eagles, 1-0   | Jeugd FC Utrecht                             | 2016     |
| 4 Xandro Schenk       | Nederland     | 102  | 7     | 1 februari 2013   | FC Den Bosch – Go Ahead Eagles, 1-0   | Jeugd Ajax                                   | 2017     |
| 5 Kenny Teijsse       | Nederland     | 32   | 6     | 2 juli 2015       | Go Ahead Eagles – Ferencvaros, 1-1    | FC Utrecht                                   | 2016     |
| 2 Sven Nieuwpoort     | Nederland     | 50   | 1     | 10 augustus 2014  | Go Ahead Eagles – FC Groningen, 2-3   | Ajax Amsterdam                               | 2016     |
| 23 Norichio Nieveld   | Nederland     | 19   | 0     | 10 augustus 2015  | Jong PSV – Go Ahead Eagles, 1-0       | FC Eindhoven                                 | 2017     |
| 15 Robin van der Meer | Nederland     | 31   | 0     | 24 augustus 2015  | FC Den Bosch – Go Ahead Eagles, 2-4   | ADO Den Haag                                 | 2016     |
| 32 Joey Groenbast     | Nederland     | 11   | 0     | 4 maart 2016      | Go Ahead Eagles – FC Emmen, 0-0       | eigen jeugd                                  | 2017     |
| Middenvelders         |               |      |       |                   |                                       |                                              |          |
| 12 Lars Lambooij      | Nederland     | 68   | 0     | 4 augustus 2013   | FC Utrecht – Go Ahead Eagles, 1-1     | SC Veendam                                   | 2017     |
| 6 Sander Duits        | Nederland     | 59   | 2     | 29 augustus 2014  | Go Ahead Eagles – Willem II, 1-0      | RKC Waalwijk                                 | 2016     |
| 8 Deniz Türüç         | Nederland     | 82   | 5     | 10 augustus 2012  | Almere City FC – Go Ahead Eagles, 0-2 | Jeugd FC Twente, Jeugd De Graafschap         | 2016     |
| 8 Jeffrey Rijsdijk    | Nederland     | 83   | 5     | 4 augustus 2013   | FC Utrecht – Go Ahead Eagles, 1-1     | Sparta Rotterdam, FC Groningen, FC Dordrecht | 2016     |
| 10 Jerry van Ewijk    | Nederland     | 31   | 6     | 2 juli 2015       | Go Ahead Eagles – Ferencvaros, 1-1    | De Graafschap                                | 2018     |
| 18 Orhan Džepar       | Nederland     | 14   | 2     | 16 augustus 2015  | Go Ahead Eagles – Telstar, 5-0        | eigen jeugd                                  | 2017     |
| 30 Chris David        | Nederland     | 10   | 2     | 24 augustus 2015  | FC Den Bosch – Go Ahead Eagles, 2-4   | FC Twente, Fulham FC                         | 2017     |
| 26 Tom Daemen         | Nederland     | 25   | 0     | 11 september 2015 | VVV Venlo – Go Ahead Eagles, 2-1      | N.E.C., MVV Maastricht, Fortuna Sittard e.a. | 2017     |
| 7 Adam Sarota         | Australië     | 11   | 0     | 15 januari 2015   | Go Ahead Eagles – Jong PSV , 1-2      | Brisbane Strikers, Brisbane Roar, FC Utrecht | 2017     |
| Aanvallers            |               |      |       |                   |                                       |                                              |          |
| 77 Elvio van Overbeek | Nederland     | 28   | 2     | 2 juli 2015       | Go Ahead Eagles – Ferencvaros, 1-1    | PSV                                          | 2017     |
| 9 Leon de Kogel       | Nederland     | 37   | 27    | 10 augustus 2015  | Jong PSV – Go Ahead Eagles, 1-0       | FC Utrecht                                   | 2017     |
| 11 Randy Wolters      | Nederland     | 35   | 8     | 2 juli 2015       | Go Ahead Eagles – Ferencvaros, 1-1    | VVV-Venlo                                    | 2017     |
| 21 Nick de Bondt      | Nederland     | 10   | 0     | 20 september 2014 | ADO Den Haag – Go Ahead Eagles, 1-1   | Ajax                                         | 2016     |
| 7 Alex Schalk         | Nederland     | 24   | 4     | 10 augustus 2014  | Go Ahead Eagles – FC Groningen, 2-3   | NAC Breda                                    | 2017     |
| 47 Mohamed Hamdaoui   | Nederland     | 2    | 1     | 16 augustus 2015  | Go Ahead Eagles – Telstar, 5-0        | FC Dordrecht                                 | 2017     |
| 34 Puck Postma        | Nederland     | 0    | 0     | –                 | –                                     | FC Volendam                                  | 2017     |
| 20 Teije ten Den      | Nederland     | 38   | 6     | 29 augustus 2014  | Go Ahead Eagles – Willem II, 1-0      | Rohda Raalte                                 | 2016     |
| 7 Justin Mathieu      | Nederland     | 6    | 0     | 11 september 2015 | VVV Venlo – Go Ahead Eagles, 2-1      | Willem II                                    | gehuurd  |
| 14 Darren Maatsen     | Nederland     | 18   | 3     | 15 januari 2015   | Go Ahead Eagles – Jong PSV , 1-2      | AO Agia Napa                                 | 2017     |

### Technische en medische staf 2015 – 2016
| Technische Staf    |                     |                                           |                                            |
| Hans de Koning     | Nederland           | Trainer/Coach                             | vanaf 22-2-2016                            |
| Dennis Demmers     | Nederland           | Trainer/Coach                             | tot 1-2-2016                               |
| Michel Boerebach   | Nederland           | Assistent trainer                         |                                            |
| Harry Decheiver    | Nederland           | Assistent trainer Trainer/Coach (interim) | vanaf 10-1-2016 van 1-2-2016 tot 22-2-2016 |
| Scott Calderwood   | Schotland Nederland | Assistent trainer                         | tot 10-1-2016                              |
| Sjoerd Woudenberg  | Nederland           | Keeperstrainer                            |                                            |
| Alfred Knippenberg | Nederland           | Teammanager                               |                                            |
| Medische staf      |                     |                                           |                                            |
| Dennis Kok         | Nederland           | Clubarts                                  |                                            |
| Norbert Schilder   | Nederland           | Clubarts                                  | t                                          |
| Suzanne Huurman    | Nederland           | Clubarts                                  |                                            |
| Coen Geers         | Nederland           | Fysiotherapeut                            |                                            |
| Henk-Jan Nijenhuis | Nederland           | Fysiotherapeut                            |                                            |
| Henk Nijenhuis     | Nederland           | Verzorger                                 |                                            |

### Transfers

#### In
| Naam               | Nationaliteit | Positie      | Oude club     | Contract |
| ------------------ | ------------- | ------------ | ------------- | -------- |
| Adam Sarota        | Australië     | middenvelder | FC Utrecht    | 2017**   |
| Darren Maatsen     | Nederland     | aanvaller    | AO Agia Napa  | 2017**   |
| Justin Mathieu     | Nederland     | aanvaller    | Willem II     | gehuurd  |
| Tom Daemen         | Nederland     | middenvelder | N.E.C.        | 2017     |
| Chris David        | Nederland     | middenvelder | FC Twente     | 2017     |
| Jerry van Ewijk    | Nederland     | middenvelder | De Graafschap | 2018     |
| Mohamed Hamdaoui   | Nederland     | aanvaller    | FC Dordrecht  | 2017     |
| Leon de Kogel      | Nederland     | aanvaller    | FC Utrecht    | 2017     |
| Norichio Nieveld   | Nederland     | verdediger   | FC Eindhoven  | 2017     |
| Elvio van Overbeek | Nederland     | aanvaller    | PSV           | 2017     |
| Dario Tanda        | Nederland     | middenvelder | FC Twente     | 2017     |
| Kenny Teijsse      | Nederland     | verdediger   | FC Utrecht    | 2016     |
| Randy Wolters      | Nederland     | aanvaller    | VVV-Venlo     | 2017     |
| Theo Zwarthoed     | Nederland     | doelman      | FC Volendam   | 2017     |

** aangetrokken tijdens wintertransferperiode 2015/2016

#### Uit
| Naam                | Nationaliteit | Positie      | Nieuwe club           | Contract      |
| ------------------- | ------------- | ------------ | --------------------- | ------------- |
| Nick de Bondt       | Nederland     | aanvaller    | FC Dordrecht          | verhuurd**    |
| Justin Mathieu      | Nederland     | aanvaller    | Willem II             | was gehuurd** |
| Alex Schalk         | Nederland     | aanvaller    | Ross County FC        |               |
| Dario Tanda         | Nederland     | middenvelder | PEC Zwolle            |               |
| Deniz Türüç         | Nederland     | middenvelder | Kayserispor           |               |
| Marnix Kolder       | Nederland     | aanvaller    | FC Emmen              |               |
| Jop van der Linden  | Nederland     | verdediger   | AZ Alkmaar            |               |
| Sjoerd Overgoor     | Nederland     | middenvelder | SC Cambuur            |               |
| Jules Reimerink     | Nederland     | aanvaller    | FC Viktoria Köln 1904 |               |
| Peter van Ooijen    | Nederland     | middenvelder | Heracles Almelo       |               |
| Giliano Wijnaldum   | Nederland     | middenvelder | VfL Bochum            |               |
| Mawouna Amevor      | Nederland     | verdediger   | Notts County FC       |               |
| Mickey van der Hart | Nederland     | keeper       | Ajax                  | was gehuurd   |
| Lesley de Sa        | Nederland     | aanvaller    | Ajax                  | was gehuurd   |
| Glynor Plet         | Nederland     | aanvaller    | SV Zulte Waregem      | was gehuurd   |
| Wesley Verhoek      | Nederland     | aanvaller    | Feyenoord             | was gehuurd   |

** vertrokken tijdens wintertransferperiode 2015/2016

## Jeugd
In 1962 begon Go Ahead als eerste club in Nederland met een internaat voor jonge spelers. Dit kwam onder leiding van trainer František Fadrhonc en manager Wim Beltman. In 1996 sloot Go Ahead Eagles het internaat.
KNVB Licentie-eis S.02 schrijft voor dat iedere betaald-voetbalorganisatie beschikt over vier jeugdteams, waaronder ten minste één beloftenteam, één A-team, één B-team en één C-team. Een club kan dispensatie aanvragen voor het hebben van een beloftenteam als het eerste team van de licentiehouder uitkomt in de eerste divisie (Jupiler League) òf als de licentiehouder met één of meer andere betaald-voetbalorganisaties participeert in een gezamenlijke regionale jeugdopleiding. Sinds eind 2008 had Go Ahead Eagles haar jeugd ondergebracht in de gezamenlijke Voetbalacademie FC Twente. De laatste speler die daarvóór uit de eigen jeugdopleiding doorstroomde naar de hoofdmacht was Joey Suk. Met ingang van het seizoen 2014-2015 is de samenwerking met Voetbalacademie FC Twente beëindigd en is de, ooit zo befaamde, jeugdopleiding weer in eigen handen. Clubiconen John Oude Wesselink en Henk ten Cate waren de drijvende krachten aan deze wederopbouw.

#### Jeugdteams in het seizoen 2015-2016
In het seizoen 2015-2016 is de voetbalschool uitgebreid met een nieuwe groep voor tweedejaars E- en eerstejaars D-pupillen. Spelers die geselecteerd worden voor de voetbalschool blijven voetballen bij hun amateurclub, en trainen één keer in de week op woensdagmiddag bij Go Ahead Eagles.
Go Ahead Eagles A1 werd in het seizoen 2015/2016 ongeslagen kampioen in de 3e Divisie D. Go Ahead Eagles B1 werd ongeslagen en zonder puntverlies kampioen in de 3e Divisie D en Go Ahead Eagles C1 handhaafde zich in 2015-2016 in de 1e Divisie A.
Orhan Džepar en Joey Groenbast zijn in seizoen 2015/2016 de eerste spelers uit de nieuwe jeugdopleiding die de overstap naar de hoofdmacht maakten.

## Resultaten

### Voorbereiding seizoen 2015/16
|                        |             | |                 |                                          |
| 24 juni 2015 19:00 uur | SV Terwolde | 0 – 18 | Go Ahead Eagles | Stadion: Sportpark Woldermarck, Terwolde |
| 24 juni 2015 19:00 uur |             | Ten Den (5), Van Ewijk (2), Schalk (2), Türüç (2), Van Overbeek, Wolters, Nieuwenhuis (eigen doel), Teijsse, Dzepar, Tanda en De Bondt. |                 | Stadion: Sportpark Woldermarck, Terwolde |
| 24 juni 2015 19:00 uur |             | |                 | Stadion: Sportpark Woldermarck, Terwolde |
| 24 juni 2015 19:00 uur |             | |                 | Stadion: Sportpark Woldermarck, Terwolde |
|                        |             | |                 |                                          |

|                        |                     |                                                  |                 |                                   |
| 27 juni 2015 19:00 uur | Sallands Streekteam | 0 – 8                                            | Go Ahead Eagles | Stadion: Sportpark Heeten, Heeten |
| 27 juni 2015 19:00 uur |                     | Ten Den (3), Wolters (3), Van Overbeek en Dzepar |                 | Stadion: Sportpark Heeten, Heeten |
| 27 juni 2015 19:00 uur |                     |                                                  |                 | Stadion: Sportpark Heeten, Heeten |
| 27 juni 2015 19:00 uur |                     |                                                  |                 | Stadion: Sportpark Heeten, Heeten |
|                        |                     |                                                  |                 |                                   |

### Kwalificatie Europa League 2015/16
|                    |                 |       |             |                                                                  |
| 2 juli 2015 20.00u | Go Ahead Eagles | 1 – 1 | Ferencváros | Stadion: JENS Vesting, Emmen Scheidsrechter: Craig Pawson ( ENG) |
| 2 juli 2015 20.00u | 45' Vriends     |       | 3' Gera     | Stadion: JENS Vesting, Emmen Scheidsrechter: Craig Pawson ( ENG) |
| 2 juli 2015 20.00u |                 |       |             | Stadion: JENS Vesting, Emmen Scheidsrechter: Craig Pawson ( ENG) |
| 2 juli 2015 20.00u |                 |       |             | Stadion: JENS Vesting, Emmen Scheidsrechter: Craig Pawson ( ENG) |
|                    |                 |       |             |                                                                  |

|                    |                                            |       |                 |                                                                         |
| 9 juli 2015 20.30u | Ferencváros                                | 4 – 1 | Go Ahead Eagles | Stadion: Groupama Arena, Boedapest Scheidsrechter: Bojan Pandžić ( SWE) |
| 9 juli 2015 20.30u | 4' Gera, 20' Böde, 45' Busai, 89' Haraszti |       | 90+3' Türüç     | Stadion: Groupama Arena, Boedapest Scheidsrechter: Bojan Pandžić ( SWE) |
| 9 juli 2015 20.30u |                                            |       |                 | Stadion: Groupama Arena, Boedapest Scheidsrechter: Bojan Pandžić ( SWE) |
| 9 juli 2015 20.30u |                                            |       |                 | Stadion: Groupama Arena, Boedapest Scheidsrechter: Bojan Pandžić ( SWE) |
|                    |                                            |       |                 |                                                                         |

### KNVB Beker 2015/2016
Tweede ronde
|                             |                                         |                                         |                                          |                                                                                       |
| 23 september 2015 17:00 uur | HSC '21                                 | 2 – 2 (0 – 0, 2 – 2) n.v. (9 – 10 pen.) | Go Ahead Eagles *                        | Stadion: Groot Scholtenhagen, Haaksbergen Toeschouwers: 1.628 Scheidsrechter: Kuipers |
| 23 september 2015 17:00 uur | Ter Hogt 52' Grondman 66' Uguz 64', 81' |                                         | 28', 45+1' Wolters 62' David 78' Teijsse | Stadion: Groot Scholtenhagen, Haaksbergen Toeschouwers: 1.628 Scheidsrechter: Kuipers |
| 23 september 2015 17:00 uur |                                         |                                         |                                          | Stadion: Groot Scholtenhagen, Haaksbergen Toeschouwers: 1.628 Scheidsrechter: Kuipers |
| 23 september 2015 17:00 uur |                                         |                                         |                                          | Stadion: Groot Scholtenhagen, Haaksbergen Toeschouwers: 1.628 Scheidsrechter: Kuipers |
|                             |                                         |                                         |                                          |                                                                                       |

Derde ronde
|                       |                 |                   |             |                                                                                     |
| 27 oktober 2015 20:00 | Go Ahead Eagles | 0 – 2 (0 – 0)     | Willem II * | Stadion: De Adelaarshorst, Deventer Toeschouwers: 5.867 Scheidsrechter: Bas Nijhuis |
| 27 oktober 2015 20:00 |                 | 66', 72' Živković |             | Stadion: De Adelaarshorst, Deventer Toeschouwers: 5.867 Scheidsrechter: Bas Nijhuis |
| 27 oktober 2015 20:00 |                 |                   |             | Stadion: De Adelaarshorst, Deventer Toeschouwers: 5.867 Scheidsrechter: Bas Nijhuis |
| 27 oktober 2015 20:00 |                 |                   |             | Stadion: De Adelaarshorst, Deventer Toeschouwers: 5.867 Scheidsrechter: Bas Nijhuis |
|                       |                 |                   |             |                                                                                     |

## Eerste divisie

### Wedstrijden
| №  | Datum      | Aanvang   | Wedstrijd                         | Uitslag | Pos | Pnt |
| -- | ---------- | --------- | --------------------------------- | ------- | --- | --- |
| 1  | 10.08.2015 | 20:00 uur | Jong PSV – Go Ahead Eagles        | 1–0     | 16  | 0   |
| 2  | 16.08.2015 | 14:30 uur | Go Ahead Eagles – SC Telstar      | 5–0     | 10  | 3   |
| 4  | 24.08.2015 | 20:00 uur | FC Den Bosch – Go Ahead Eagles    | 2–4     | 5   | 6   |
| 5  | 30.08.2015 | 14:30 uur | Go Ahead Eagles – Achilles '29    | 3–2     | 3   | 9   |
| 6  | 11.09.2015 | 20:00 uur | VVV-Venlo – Go Ahead Eagles       | 2–1     | 5   | 9   |
| 7  | 18.09.2015 | 20:00 uur | Go Ahead Eagles – Jong Ajax       | 2–0     | 4   | 12  |
| 8  | 27.09.2015 | 14:30 uur | RKC Waalwijk – Go Ahead Eagles    | 0–2     | 3   | 15  |
| 9  | 02.10.2015 | 20:00 uur | Go Ahead Eagles – Sparta          | 2–0     | 2   | 18  |
| 10 | 16.10.2015 | 20:00 uur | FC Emmen – Go Ahead Eagles        | 4–1     | 3   | 18  |
| 11 | 23.10.2015 | 20:00 uur | Go Ahead Eagles – Almere City FC  | 4–1     | 2   | 21  |
| 12 | 30.10.2015 | 20:00 uur | MVV Maastricht – Go Ahead Eagles  | 1–2     | 1   | 24  |
| 13 | 06.11.2015 | 20:00 uur | Go Ahead Eagles – FC Dordrecht    | 3–0     | 1   | 27  |
| 14 | 20.11.2015 | 20:00 uur | FC Oss – Go Ahead Eagles          | 3–0     | 2   | 27  |
| 15 | 27.11.2015 | 20:00 uur | Go Ahead Eagles – FC Eindhoven    | 1–2     | 5   | 27  |
| 16 | 30.11.2015 | 20:00 uur | FC Volendam – Go Ahead Eagles     | 1–0     | 6   | 27  |
| 17 | 04.12.2015 | 20:00 uur | Go Ahead Eagles – Helmond Sport   | 1–1     | 6   | 28  |
| 18 | 11.12.2015 | 20:00 uur | NAC Breda – Go Ahead Eagles       | 0–1     | 4   | 31  |
| 19 | 18.12.2015 | 20:00 uur | Go Ahead Eagles – Fortuna Sittard | 0–2     | 6   | 31  |
| 20 | 15.01.2016 | 20:00 uur | Go Ahead Eagles – Jong PSV        | 1–2     | 6   | 31  |
| 21 | 18.01.2016 | 20:00 uur | SC Telstar – Go Ahead Eagles      | 1–2     | 5   | 34  |
| 23 | 31.01.2016 | 14:30 uur | Achilles '29 – Go Ahead Eagles    | 1–0     | 5   | 34  |
| 24 | 08.02.2016 | 20:00 uur | Go Ahead Eagles – FC Den Bosch    | 0–0     | 6   | 35  |
| 25 | 12.02.2016 | 20:00 uur | Go Ahead Eagles – VVV-Venlo       | 0–3     | 7   | 35  |
| 26 | 15.02.2016 | 20:00 uur | Jong Ajax – Go Ahead Eagles       | 2–2     | 7   | 36  |
| 27 | 19.02.2016 | 20:00 uur | Go Ahead Eagles – RKC Waalwijk    | 1–0     | 7   | 39  |
| 28 | 28.02.2016 | 14:30 uur | Sparta – Go Ahead Eagles          | 3–1     | 7   | 39  |
| 29 | 04.03.2016 | 20:00 uur | Go Ahead Eagles – FC Emmen        | 0–0     | 7   | 40  |
| 30 | 11.03.2016 | 20:00 uur | Go Ahead Eagles – MVV Maastricht  | 0–0     | 7   | 41  |
| 31 | 14.03.2016 | 20:00 uur | FC Dordrecht – Go Ahead Eagles    | 1–1     | 7   | 42  |
| 32 | 18.03.2016 | 20:00 uur | Go Ahead Eagles – FC Oss          | 5–0     | 5   | 45  |
| 33 | 01.04.2016 | 20:00 uur | Almere City FC – Go Ahead Eagles  | 3–4     | 5   | 48  |
| 34 | 08.04.2016 | 20:00 uur | FC Eindhoven – Go Ahead Eagles    | 0–0     | 5   | 49  |
| 35 | 11.04.2016 | 20:00 uur | Go Ahead Eagles – FC Volendam     | 3–2     | 5   | 52  |
| 36 | 15.04.2016 | 20:00 uur | Helmond Sport – Go Ahead Eagles   | 0–4     | 5   | 55  |
| 37 | 22.04.2016 | 20:00 uur | Fortuna Sittard – Go Ahead Eagles | 0–1     | 5   | 58  |
| 38 | 29.04.2016 | 20:00 uur | Go Ahead Eagles – NAC Breda       | 4–1     | 5   | 61  |

### Play-offs

#### Tweede ronde
|                               |                     |         |            |                                                                                      |
| Wedstrijd 1 13 mei 2016 19:45 | Go Ahead Eagles     | 1 – 0   | VVV-Venlo  | Stadion: De Adelaarshorst, Deventer Toeschouwers: 9.320 Scheidsrechter: Van de Graaf |
| Wedstrijd 1 13 mei 2016 19:45 | De Kogel 87' (pen.) | Verslag | 86' Rutten | Stadion: De Adelaarshorst, Deventer Toeschouwers: 9.320 Scheidsrechter: Van de Graaf |
| Wedstrijd 1 13 mei 2016 19:45 |                     |         |            | Stadion: De Adelaarshorst, Deventer Toeschouwers: 9.320 Scheidsrechter: Van de Graaf |
| Wedstrijd 1 13 mei 2016 19:45 |                     |         |            | Stadion: De Adelaarshorst, Deventer Toeschouwers: 9.320 Scheidsrechter: Van de Graaf |
|                               |                     |         |            |                                                                                      |

|                               |                                  |         |                            |                                                                                     |
| Wedstrijd 2 16 mei 2016 14:30 | VVV-Venlo                        | 2 – 2   | Go Ahead Eagles            | Stadion: Seacon Stadion – De Koel -, Venlo Toeschouwers: 6.799 Scheidsrechter: Vink |
| Wedstrijd 2 16 mei 2016 14:30 | Seuntjens 40' (pen.) Nijholt 43' | Verslag | 12' De Kogel 90+4' Wolters | Stadion: Seacon Stadion – De Koel -, Venlo Toeschouwers: 6.799 Scheidsrechter: Vink |
| Wedstrijd 2 16 mei 2016 14:30 |                                  |         |                            | Stadion: Seacon Stadion – De Koel -, Venlo Toeschouwers: 6.799 Scheidsrechter: Vink |
| Wedstrijd 2 16 mei 2016 14:30 |                                  |         |                            | Stadion: Seacon Stadion – De Koel -, Venlo Toeschouwers: 6.799 Scheidsrechter: Vink |
|                               |                                  |         |                            |                                                                                     |

#### Derde ronde
|                               |                                                 |         |                               |                                                                                 |
| Wedstrijd 1 19 mei 2016 19:45 | Go Ahead Eagles                                 | 4 – 1   | De Graafschap                 | Stadion: De Adelaarshorst, Deventer Toeschouwers: 9.689 Scheidsrechter: Nijhuis |
| Wedstrijd 1 19 mei 2016 19:45 | Wolters 17', 90+2' Duits 29' (pen.) Teijsse 45' | Verslag | 28' Van de Pavert 40' Bannink | Stadion: De Adelaarshorst, Deventer Toeschouwers: 9.689 Scheidsrechter: Nijhuis |
| Wedstrijd 1 19 mei 2016 19:45 |                                                 |         |                               | Stadion: De Adelaarshorst, Deventer Toeschouwers: 9.689 Scheidsrechter: Nijhuis |
| Wedstrijd 1 19 mei 2016 19:45 |                                                 |         |                               | Stadion: De Adelaarshorst, Deventer Toeschouwers: 9.689 Scheidsrechter: Nijhuis |
|                               |                                                 |         |                               |                                                                                 |

|                               |               |         |                 |                                                                              |
| Wedstrijd 2 22 mei 2016 12:30 | De Graafschap | 1 – 1   | Go Ahead Eagles | Stadion: De Vijverberg, Doetinchem Toeschouwers: 12.381 Scheidsrechter: Blom |
| Wedstrijd 2 22 mei 2016 12:30 | Parzyszek 28' | Verslag | 41' De Kogel    | Stadion: De Vijverberg, Doetinchem Toeschouwers: 12.381 Scheidsrechter: Blom |
| Wedstrijd 2 22 mei 2016 12:30 |               |         |                 | Stadion: De Vijverberg, Doetinchem Toeschouwers: 12.381 Scheidsrechter: Blom |
| Wedstrijd 2 22 mei 2016 12:30 |               |         |                 | Stadion: De Vijverberg, Doetinchem Toeschouwers: 12.381 Scheidsrechter: Blom |
|                               |               |         |                 |                                                                              |

- Go Ahead Eagles promoveert naar de Eredivisie.

Achilles '29 ·
Jong Ajax ·
Almere City FC ·
FC Den Bosch ·
FC Dordrecht ·
FC Eindhoven ·
FC Emmen ·
Fortuna Sittard ·
Go Ahead Eagles ·
Helmond Sport ·
MVV Maastricht ·
NAC Breda ·
FC Oss ·
Jong PSV ·
RKC Waalwijk ·
Sparta Rotterdam ·
Telstar ·
VVV-Venlo ·
FC Volendam